# Grande Arche

Grande Arche

Grande Arche tên chính thức Grande Arche de la Fraternité hay còn được gọi Arche de la Défense là một công trình nằm ở khu La Défense, thuộc ngoại ô về phía Tây thành phố Paris trên địa phận hạt Puteaux.
| Métro Paris | Bến tàu điện ngầm: La Défense - Grande Arche |

## Lịch sử
Đã có nhiều dự án xây dựng một công trình đánh dấu trên Trục lịch sử Axe historique. Thời Tổng thống Georges Pompidou có đồ án của kiến trúc sư Ieoh Ming Pei, thời Tổng thống Valéry Giscard d'Estaing có đồ án của Jean Willerval, nhưng chưa công trình nào được thực hiện.
Vào năm 1983, với sự ủng hộ của Tổng thống François Mitterrand, một cuộc thi mang tên Tête Défense được tổ chức. Công trình xây dựng sẽ kéo dài Trực lịch sử được bắt đầu từ bức tượng vua Louis XIV cưỡi ngựa trong sân Napoléon của bảo tàng Louvre cho tới Khải Hoàn Môn. Cuộc thi đã quy tụ 484 đồ án kiến trúc đến từ khắp thế giới. Cuối cùng, phương án kiến trúc cách tân của kiến trúc sư người Đan Mạch Johann Otto von Spreckelsen đã được lựa chọn.
Được xây dựng bởi công ty xây dựng Pháp Bouygues, công trình này khánh thành vào tháng 7 năm 1989, kỷ niệm 200 năm Cách mạng Pháp và cũng là dịp hội nghị thượng định G7.
Nằm ở phía Tây-Đông của Paris, Grande Arche có thể nhìn thấy từ vườn Tuileries xuyên qua Khải Hoàn Môn

## Công trình
Johann Otto von Spreckelsen đã tạo ra Grande Arche như một Khải Hoàn Môn của thế kỷ 20, nhưng để chào mừng chiến thắng của ý tưởng con người hơn là một chiến thắng quân sự. Johann Otto von Spreckelsen mất vào ngày 16 tháng 3 năm 1987 và kiến trúc sư Paul Andreu là người hoàn thành công trình.
Grande Arche có kích thước gần như một hình lập phương hoàn hảo:
- Dài: 108 m
- Cao: 110 m
- Rộng: 112 m

Bề ngoài của Grande Arche được phủ kín bằng những tấm kính dày 5 cm, được thiết kế đặc biệt để ngăn không biến dạng hình ảnh và chịu được gió mạnh cùng các tấm đá cẩm thạch được lấy từ Carrara nước Ý và đá granite xám.